# Dolar nowofundlandzki
Dolar nowofundlandzki – waluta używana w kolonii a później Dominium Nowej Fundlandii w okresie 1865–1949, jako następca funta nowofundlandzkiego i wycofany gdy Nowa Fundlandia stała się częścią Kanady. Dzielił się na 100 centów.